# پابلو گومز (بازیکن فوتبال)
پابلو گومز (انگلیسی: Pablo Gómez؛ زادهٔ ۲۱ مهٔ ۱۹۷۰) بازیکن فوتبال اهل اسپانیا است.
از باشگاه‌هایی که در آن بازی کرده‌است می‌توان به باشگاه فوتبال لوانته، باشگاه فوتبال رایو وایکانو، و باشگاه فوتبال رئال وایادولید اشاره کرد.
وی همچنین در تیم‌های ملی فوتبال زیر ۱۹ سال اسپانیا و زیر ۲۱ سال اسپانیا بازی کرده‌است.